# Melanophryniscus rubriventris
Melanophryniscus rubriventris es una especie de anfibios de la familia Bufonidae.
Se encuentra en Argentina y Bolivia.
Su hábitat natural incluye bosques secos tropicales o subtropicales, montanos secos, ríos, jardines rurales, zonas previamente boscosas ahora muy degradadas, canales y diques.